# Colin Lloyd
Colin Edward Lloyd (* 7. August 1973 in Colchester, Essex) ist ein ehemaliger englischer Dartspieler. Sein Spitzname lautet „Jaws“.

## Werdegang
Bereits 1999 gab Lloyd sein TV-Debüt, der große Durchbruch gelang jedoch erst 2002 während der Weltmeisterschaft der Professional Darts Corporation (PDC). In der Circus Tavern erreichte er das Halbfinale gegen Peter Manley. Seither ist Lloyd in der Weltspitze der Dart-Profis fest etabliert. Sein erstes Major-Turnier, den World Grand Prix gewann er 2004. 2005 konnte er mit einem 170er Finish im letzten Leg das World Matchplay gegen John Part für sich entscheiden. Zum Jahreswechsel 2005/06 war er der Weltranglistenerste des Dartprofiverbandes PDC. Zu Beginn des Jahres 2007 rutschte er nach der Umstellung der Weltrangliste auf die Order of Merit auf den 3. Platz zurück.
Im Jahre 2006 warf er im letzten Leg des Finales der Irish Masters – Gegner war Dennis Priestley – seinen lang ersehnten ersten Neundarter vor laufenden Kameras. Ein Leg zuvor verfehlte er erst mit dem letzten Dart das „perfekte Spiel“.
Bei der Darts-WM 2008 in London scheiterte Lloyd bereits in der ersten Runde gegen Jan van der Rassel (2:3). Bei den Players Championships 2008 spielte er beim PDPA Players Championship Germany 1 gegen Colin Monk einen Neun-Darter.
Colin Lloyd gilt als einer der nervenstärksten Spieler im Circuit. Die Bühne betritt Lloyd mit dem Lied Monster von The Automatic.
Am 12. Januar 2016 gab er seinen Rücktritt vom Profisport bekannt, da er seine Tour-Card mit dem abgelaufenen Jahr verloren hatte. Er wird weiterhin Exhibitions spielen.

## Weltmeisterschaftsresultate

### PDC
- 2000: 1. Runde (0:3-Niederlage gegen  Shayne Burgess)
- 2001: 1. Runde (0:3-Niederlage gegen  John Part)
- 2002: Halbfinale (4:6-Niederlage gegen  Peter Manley)
- 2003: Achtelfinale (1:5-Niederlage gegen  Chris Mason)
- 2004: Achtelfinale (3:4-Niederlage gegen  Wayne Mardle)
- 2005: Viertelfinale (4:5-Niederlage gegen  Wayne Mardle)
- 2006: 1. Runde (2:3-Niederlage gegen  Gary Welding)
- 2007: 2. Runde (3:4-Niederlage gegen  Raymond van Barneveld)
- 2008: 1. Runde (2:3-Niederlage gegen  Jan van der Rassel)
- 2009: 1. Runde (0:3-Niederlage gegen  Jelle Klaasen)
- 2010: Achtelfinale (1:4-Niederlage gegen  Ronnie Baxter)
- 2011: 2. Runde (2:4-Niederlage gegen  Mark Hylton)
- 2012: Achtelfinale (1:4-Niederlage gegen  Gary Anderson)
- 2013: Achtelfinale (1:4-Niederlage gegen  Michael van Gerwen)
- 2014: 1. Runde (2:3-Niederlage gegen  Beau Anderson)

## Turnierergebnisse
| Turnier                                    | 1999              | 2000              | 2001              | 2002               | 2003               | 2004               | 2005               | 2006               | 2007               | 2008               | 2009               | 2010               | 2011               | 2012               | 2013               | 2014               |
| ------------------------------------------ | ----------------- | ----------------- | ----------------- | ------------------ | ------------------ | ------------------ | ------------------ | ------------------ | ------------------ | ------------------ | ------------------ | ------------------ | ------------------ | ------------------ | ------------------ | ------------------ |
| BDO-Major-Turniere                         |                   |                   |                   |                    |                    |                    |                    |                    |                    |                    |                    |                    |                    |                    |                    |                    |
| World Masters                              | n/t               | n/t               | 2R                | nicht teilgenommen | nicht teilgenommen | nicht teilgenommen | nicht teilgenommen | nicht teilgenommen | nicht teilgenommen | nicht teilgenommen | nicht teilgenommen | nicht teilgenommen | nicht teilgenommen | nicht teilgenommen | nicht teilgenommen | nicht teilgenommen |
| WDF-Platin-/Major-Turniere                 |                   |                   |                   |                    |                    |                    |                    |                    |                    |                    |                    |                    |                    |                    |                    |                    |
| International League                       | nicht ausgetragen | nicht ausgetragen | nicht ausgetragen | nicht ausgetragen  | n/t                | n/t                | n/t                | F                  | GP                 | nicht ausgetragen  | nicht ausgetragen  | nicht ausgetragen  | nicht ausgetragen  | nicht ausgetragen  | nicht ausgetragen  | nicht ausgetragen  |
| World Trophy                               | nicht ausgetragen | nicht ausgetragen | nicht ausgetragen | nicht teilgenommen | nicht teilgenommen | nicht teilgenommen | nicht teilgenommen | VF                 | 1R                 | nicht ausgetragen  | nicht ausgetragen  | nicht ausgetragen  | nicht ausgetragen  | nicht ausgetragen  | nicht ausgetragen  | n/t                |
| PDC-Ranking-Turniere                       |                   |                   |                   |                    |                    |                    |                    |                    |                    |                    |                    |                    |                    |                    |                    |                    |
| Weltmeisterschaft                          | n/t               | 1R                | 1R                | HF                 | AF                 | AF                 | VF                 | 1R                 | 2R                 | 1R                 | 1R                 | AF                 | 2R                 | AF                 | AF                 | 1R                 |
| UK Open                                    | nicht ausgetragen | nicht ausgetragen | nicht ausgetragen | nicht ausgetragen  | 4R                 | VF                 | 4R                 | AF                 | HF                 | 3R                 | AF                 | 3R                 | 3R                 | 4R                 | 3R                 | n/q                |
| Las Vegas Desert Classic                   | nicht ausgetragen | nicht ausgetragen | nicht ausgetragen | 1R                 | HF                 | 1R                 | VF                 | 1R                 | 1R                 | 1R                 | AF                 | nicht ausgetragen  | nicht ausgetragen  | nicht ausgetragen  | nicht ausgetragen  | nicht ausgetragen  |
| World Matchplay                            | VF                | 1R                | 1R                | HF                 | HF                 | VF                 | S                  | 1R                 | 1R                 | 1R                 | AF                 | 1R                 | 1R                 | 1R                 | 1R                 | n/q                |
| World Grand Prix                           | n/t               | VF                | 1R                | AF                 | VF                 | S                  | F                  | 1R                 | VF                 | VF                 | AF                 | 1R                 | 1R                 | 1R                 | 1R                 | n/q                |
| European Championship                      | nicht ausgetragen | nicht ausgetragen | nicht ausgetragen | nicht ausgetragen  | nicht ausgetragen  | nicht ausgetragen  | nicht ausgetragen  | nicht ausgetragen  | nicht ausgetragen  | 1R                 | VF                 | HF                 | AF                 | VF                 | AF                 | n/q                |
| Players Championship Finals                | nicht ausgetragen | nicht ausgetragen | nicht ausgetragen | nicht ausgetragen  | nicht ausgetragen  | nicht ausgetragen  | nicht ausgetragen  | nicht ausgetragen  | nicht ausgetragen  | nicht ausgetragen  | VF                 | VF                 | VF/1R              | 1R                 | 1R                 | n/q                |
| PDC-Turniere ohne Einfluss auf das Ranking |                   |                   |                   |                    |                    |                    |                    |                    |                    |                    |                    |                    |                    |                    |                    |                    |
| Masters of Darts                           | nicht ausgetragen | nicht ausgetragen | nicht ausgetragen | nicht ausgetragen  | nicht ausgetragen  | nicht ausgetragen  | GP                 | n/a                | GP                 | nicht ausgetragen  | nicht ausgetragen  | nicht ausgetragen  | nicht ausgetragen  | nicht ausgetragen  | nicht ausgetragen  | nicht ausgetragen  |
| US Open                                    | nicht ausgetragen | nicht ausgetragen | nicht ausgetragen | nicht ausgetragen  | nicht ausgetragen  | nicht ausgetragen  | nicht ausgetragen  | AF                 | 1R                 | F                  | nicht ausgetragen  | nicht ausgetragen  | nicht ausgetragen  | nicht ausgetragen  | nicht ausgetragen  | nicht ausgetragen  |
| Premier League Darts                       | nicht ausgetragen | nicht ausgetragen | nicht ausgetragen | nicht ausgetragen  | nicht ausgetragen  | nicht ausgetragen  | F                  | HF                 | 5.                 | nicht eingeladen   | nicht eingeladen   | nicht eingeladen   | nicht eingeladen   | nicht eingeladen   | nicht eingeladen   | nicht eingeladen   |
| Championship League                        | nicht ausgetragen | nicht ausgetragen | nicht ausgetragen | nicht ausgetragen  | nicht ausgetragen  | nicht ausgetragen  | nicht ausgetragen  | nicht ausgetragen  | nicht ausgetragen  | GP                 | GP                 | GP                 | GP                 | GP                 | GP                 | n/a                |
| Grand Slam of Darts                        | nicht ausgetragen | nicht ausgetragen | nicht ausgetragen | nicht ausgetragen  | nicht ausgetragen  | nicht ausgetragen  | nicht ausgetragen  | nicht ausgetragen  | AF                 | GP                 | AF                 | AF                 | nicht qualifiziert | nicht qualifiziert | nicht qualifiziert | nicht qualifiziert |
| Karrierestatistiken                        |                   |                   |                   |                    |                    |                    |                    |                    |                    |                    |                    |                    |                    |                    |                    |                    |
| Jahresendplatzierung(PDC)                  | unbekannt         | unbekannt         | unbekannt         | 7                  | 5                  | 1                  | 1                  | 1                  | 11                 | 10                 | 10                 | 9                  | 13                 | 23                 | 24                 | 35                 |

| Legende zu den Turnierergebnissen | Legende zu den Turnierergebnissen | Legende zu den Turnierergebnissen | Legende zu den Turnierergebnissen | Legende zu den Turnierergebnissen | Legende zu den Turnierergebnissen | Legende zu den Turnierergebnissen | Legende zu den Turnierergebnissen | Legende zu den Turnierergebnissen | Legende zu den Turnierergebnissen |
| --------------------------------- | --------------------------------- | --------------------------------- | --------------------------------- | --------------------------------- | --------------------------------- | --------------------------------- | --------------------------------- | --------------------------------- | --------------------------------- |
| n/t                               | nicht teilgenommen                | n/q                               | nicht qualifiziert                | n/a                               | nicht ausgetragen                 | #R                                | Aus in jeweiliger Runde           | GP                                | Aus in der Gruppenphase           |
| AF                                | Achtelfinalist                    | VF                                | Viertelfinalist                   | HF                                | Halbfinalist                      | F                                 | Turnierfinalist                   | S                                 | Turniersieger                     |

## Titel

### PDC
- Major
  - World Matchplay: (1) 2005
  - World Grand Prix: (1) 2004
- Pro Tour
  - Players Championships:
    - Players Championships 2004: 3
    - Players Championships 2005: 2
    - Players Championships 2006: 2, 8
    - Players Championships 2008: 21
    - Players Championships 2009: 22
    - Players Championships 2010: 1, 24, 26
    - Players Championships 2012: 10

  - UK Open Qualifiers:
    - UK Open Qualifiers 2005/06: 2
    - UK Open Qualifiers 2007/08: 5, 6
    - UK Open Qualifiers 2009: 1
    - UK Open Qualifiers 2010: 7
- Weitere
  - 2002: Antwerp Open
  - 2003: Vauxhall Spring Pro, Antwerp Open
  - 2004: West Tyrone Open, Open Holland, Antwerp Open, Le Skratch Montreal Open, Sunparks Masters
  - 2005: West Tyrone Open, Vauxhall Spring Pro, Bob Anderson Classic, Vauxhall Autumn Pro
  - 2006: Irish Masters